# 蜂谷清人
蜂谷清人（はちや きよと、1932年 ‐ ）は、日本の国語学者。

## 略歴
岩手県一関市生まれ。1955年東北大学文学部国語学科卒、1959年東北大学大学院文学研究科博士課程中退。同年に共立女子大学専任講師。
以降、同大学文芸学部一筋に勤め、2003年退官。中世・近世の国語、とりわけ狂言資料の研究を行った。

## 著書
- 『狂言台本の国語学的研究』笠間書院　1977
- 『狂言の国語史的研究—流動の諸相—』明治書院　1998

### 共編著
- 『講座日本語の語彙』佐藤喜代治 編　明治書院　1981
- 『講座日本語学』森岡健二 ほか編　明治書院　1982
- 『漢字講座』佐藤喜代治 編　明治書院　1988
- 『日本語学研究辞典』飛田良文, 遠藤好英, 加藤正信, 佐藤武義, 蜂谷清人, 前田富祺 編　明治書院　2007

## 論文
- https://cir.nii.ac.jp/all?q=%E8%9C%82%E8%B0%B7%E6%B8%85%E4%BA%BA&range=0&count=100&sortorder=2&type=0